# Siwa (mythologie)
Pour les articles homonymes, voir Siwa et Jiva.

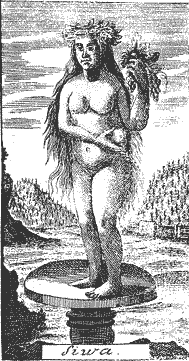
Šiwa. Illustration du livre de Westphalen, 1740.

Dans la mythologie slave, Šiwa, Šiva (prononcé /ʃiva/), Jiva, Živa (prononcé /ʒiva/) ou encore Sieba, était la déesse de la vie, de l'amour et de la fertilité. 
Elle ne doit pas être confondue avec le dieu hindou Shiva.

## Hypothèses étymologiques
Son nom, rapproché de la racine slave Živa, signifie "vivre, être, exister", ce qui en ferait une déesse de la vie, correspondant à Żywie, un dieu polonais mentionné par Jan Długosz. 
Faut il rapprocher son nom de celui de la déesse nordique Sif, déesse du blé, de la fertilité, de la terre et de la famille ? 

## Dans les sources anciennes
Helmold von Bosau dans sa Chronica Slavorum (1169) la présente comme la déesse des Polabes, aux côtés de Prove, dieu de l'Aldenburg, et de Radegast, dieu des Abodrites, les trois divinités ayant un culte religieux complexe avec leurs prêtres et leurs sacrifices composés de libations. Un manuscrit de la Chronica Slavorum conservé à Copenhague précise qu'elle était plus spécifiquement la déesse de Ratzebourg.

## Représentation à la fin duXVesiècle

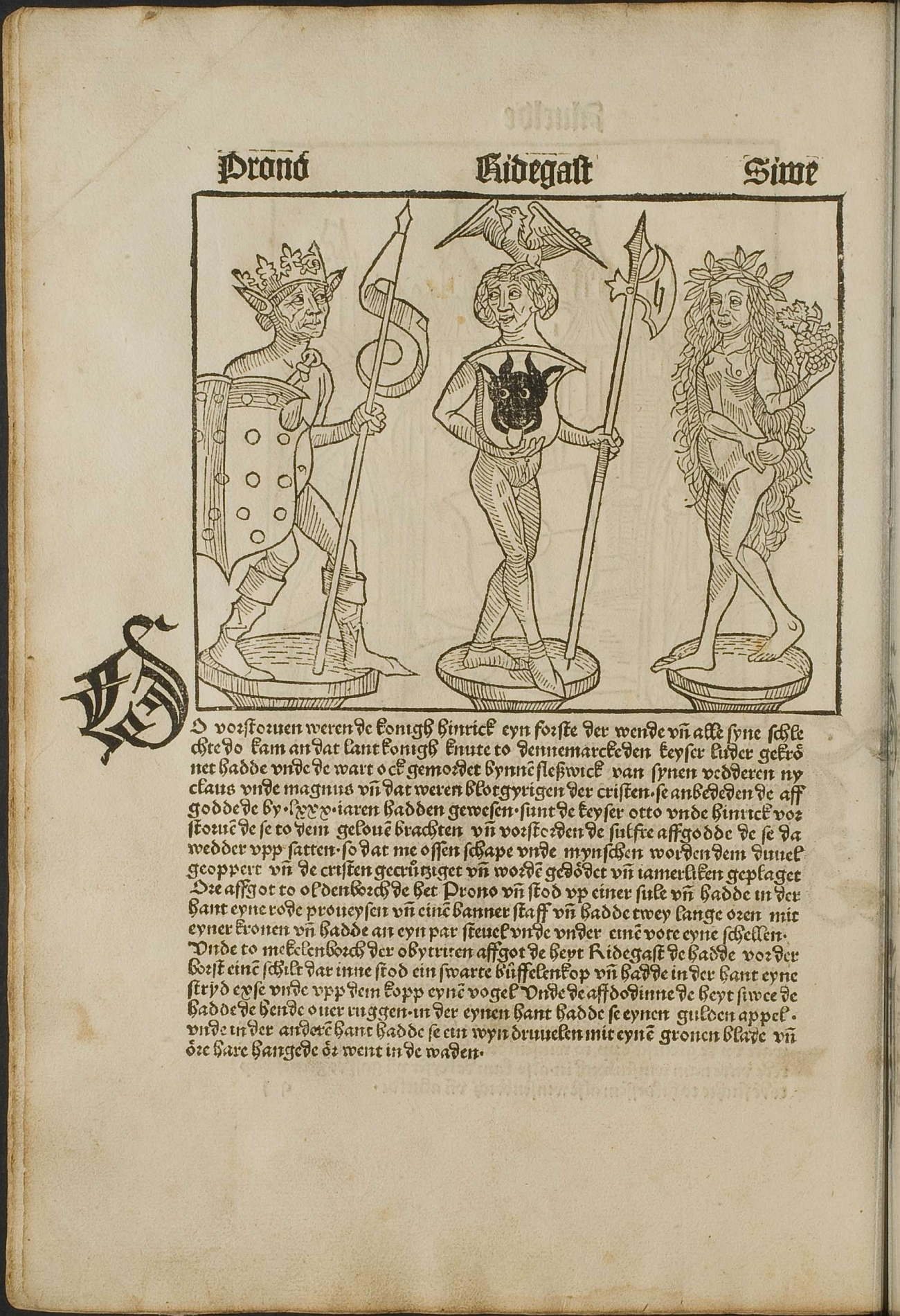
Siwe. Illustration des Cronecken der Sassen, 1492.

Elle était représentée par une jeune femme aux cheveux longs dans une illustration des Cronecken der Sassen de Conrad Bote (1492), sous le nom de Siwe, aux côtés de Provo et Ridegast. Dans la main droite elle tient une pomme, et dans la main gauche une grappe de raisin. 

## Reconstitution de son culte
En 1863, Friedrich Wigger dit de Siwa qu'elle est la déesse de la vie, opposée à la déesse de la mort, Morana. Il considère qu'elle était aussi vénérée par les Abodrites. Selon lui, son culte s'étendait sur une aire qui comprend aujourd'hui la Pologne, la République tchèque, la Slovaquie, la Slovénie, et l'Allemagne (en particulier dans la vallée de l'Elbe (Labe)) avant que le christianisme ne s'impose dans ces régions. Dans le Glossaire de Bohême Mater Verborum, elle assure la croissance des céréales et elle est comparée à la déesse romaine Cérès. Mais dans trois articles parus en 1877, Adolf Patera et Antonín Baum démontrent que dans le manuscrit de la Mater Verborum, les passages en tchèque concernant la mythologie sont des ajouts postérieurs, y compris le rapprochement de Siwa avec Cérès.
Un pseudo-scientifique russe, Valery Alekseevich Chudinov, a affirmé avoir trouvé l'inscription Жива et d'autres noms de divinités sur les pierres d'anciens sanctuaires slaves. Mais ses affirmations ne sont pas considérées comme crédibles par les historiens, les linguistes et les scientifiques (il dit également avoir repéré des inscriptions en russe sur la surface du Soleil).
Les affirmations selon lesquelles on honorait Jiva en lui offrant de la bouillie de seigle, du pain rituel, des œufs et des couronnes de fleurs n'ont pas de fondements connus. De même qu'aucune source authentique ne soutient l'identification de Siwa comme fille de Lada et déesse du printemps, conduisant à dire que le règne de Jiva est à son apogée au printemps, quand les champs et les forêts fleurissent et se couvrent de verdure. Une des rares sources invoquées est un dictionnaire de mythologie slave de 1996, écrit par des amateurs de folklore slave, Elena Arsenyevna Grushko et l'auteur de science-fiction Yuri Mikhailovich Medvedev.

## Hommages
Siwa est l'une des 1 038 femmes dont le nom figure sur le socle de l'œuvre contemporaine The Dinner Party de Judy Chicago. Elle y est associée à la Déesse primordiale, première convive de l'aile I de la table.
Son nom a été donné à un astéroïde important de la ceinture principale, (140) Siwa.